# Zeiss Ikon

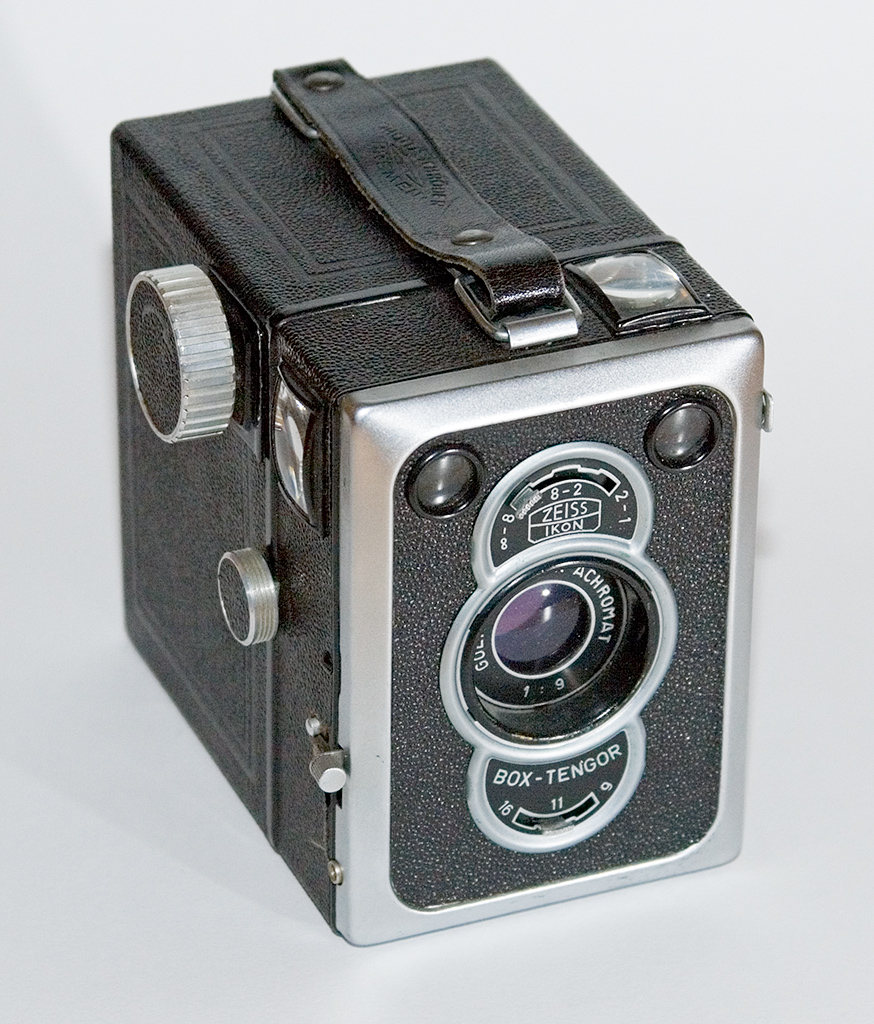
Zeiss Ikon Box Tengor

Zeiss IKON AG, förkortat ZI, var en tysk kameratillverkare grundad 1926. Zeiss Ikon var en av de ledande kameratillverkarna fram till andra världskriget och världsledande inom smalfilmskameror. Bolaget tillverkade även lås och lampor. Zeiss Ikon i Västtyskland ställde in sin tillverkning av kameror på 1970-talet. Låsdelen Ikon blev 1989 en del av Abloy och heter efter sammanslagningar idag Assa Abloy Sicherheitstechnik GmbH.

## Historia
Zeiss Ikon skapades på hösten 1926 genom sammanslagningen av de tyska kameratillverkarna:
- Internationale Camera Actiengesellschaft (ICA), Dresden
- Optische Anstalt C. P. Goerz AG, Berlin
- Contessa-Nettel AG, Stuttgart
- Ernemann-Werke AG, Dresden

Den drivande kraften och ägaren till Zeiss Ikon var Carl Zeiss. Tillverkningsorter var Stuttgart och Berlin och huvudkontoret låg i Dresden. 1928 patenterades bolagets säkerhetscylinder. 1929 lämnade August Nagel, som ledde verksamheten Contessa-Nettel AG, bolaget och bildade på nytt egen tillverkning. Under 1930- och 1940-talen var Zeiss Ikon världsledande inom kamerateknologin. Kameror som Contax och Super Ikonta var det dyraste och finaste man kunde köpa. Contax var dyrare än Leica.
1948 förstatligades bolagets verksamhet i Dresden i det som ett år senare blev DDR. Strax före beslöt en bolagsstämma i Zeiss Ikon AG  att flytta företagets säte till Stuttgart och Contessa Nettel Werk. Under 1950-talet tillverkade man framgångsrikt ett stort antal kameror, bland annat en ny Contax. Många är de amerikanska officerare som återvände hem med en Zeisskamera i bagaget. Den verksamheten som blev kvar i Dresden under statligt ägande bildade VEB Mechanik Zeiss Ikon som senare döptes om till VEB Kamera- und Kinowerke Dresden. 1968 blev verksamheten del av Kombinat VEB Pentacon Dresden. 
Zeiss Ikon i Stuttgart kom inte tillbaka till den storhet man hade haft under Dresdentiden, utan led långsamt sotdöden under 1970-talet inför den mördande japanska konkurrensen. Voigtländer köptes upp av Zeiss Ikon på 1950-talet. Bolaget delades 1989 när lås och säkerhetsdelen togs över av Abloy Oy (idag Assa Abloy). Namnet ändrades då till Ikon och tillverkar idag bara produkter inom lås och säkerhetsteknik. Carl-Zeiss-Stiftung behöll resterande del.

## Produkter

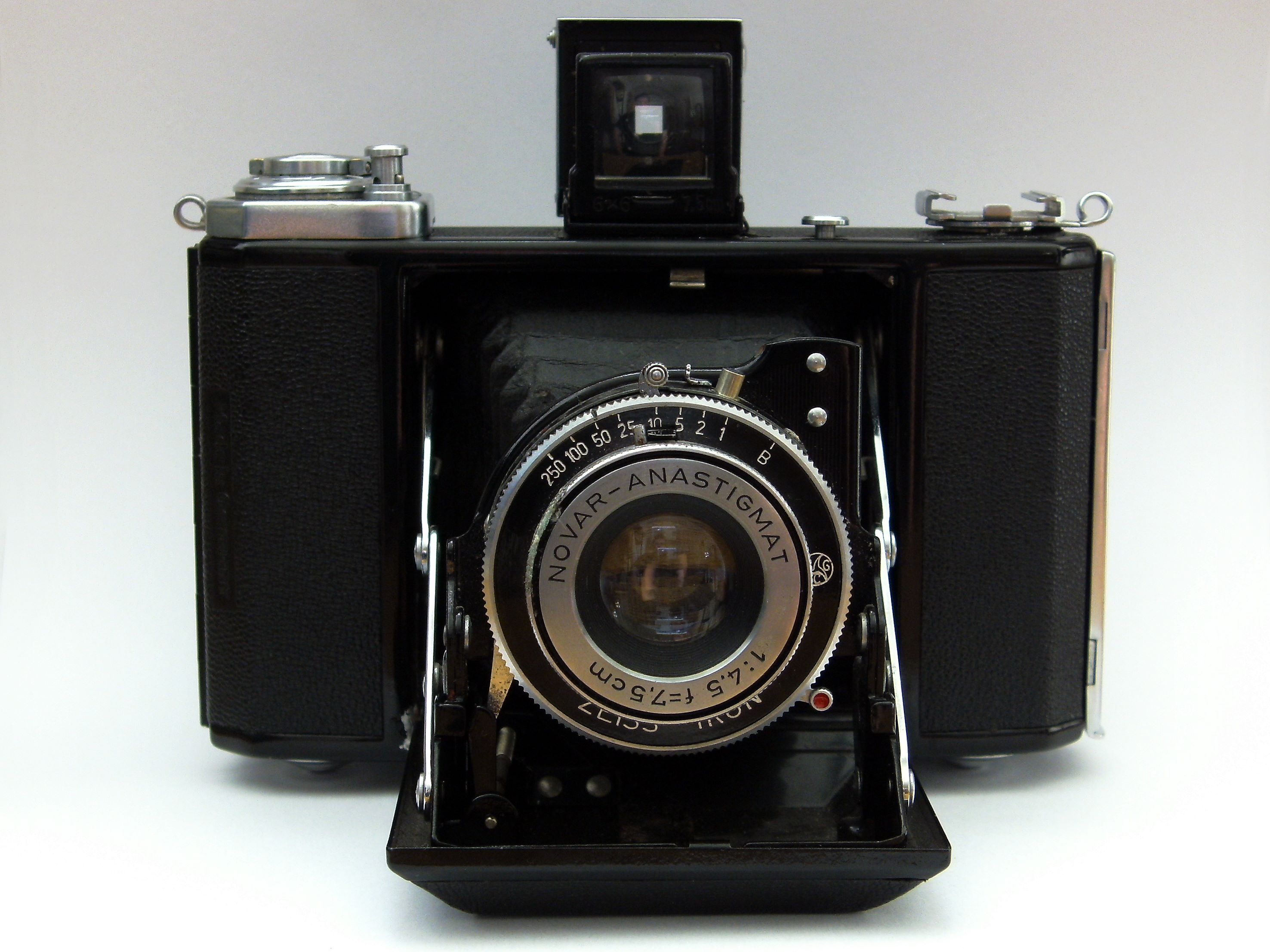
Zeiss Ikon Ikonta 521/16
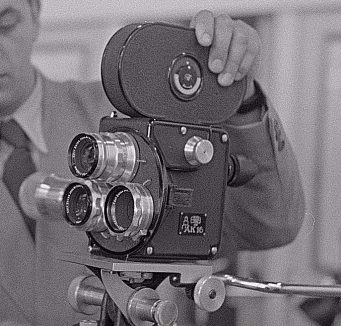
16 mm-smalfilmskamera AK16 (1952)
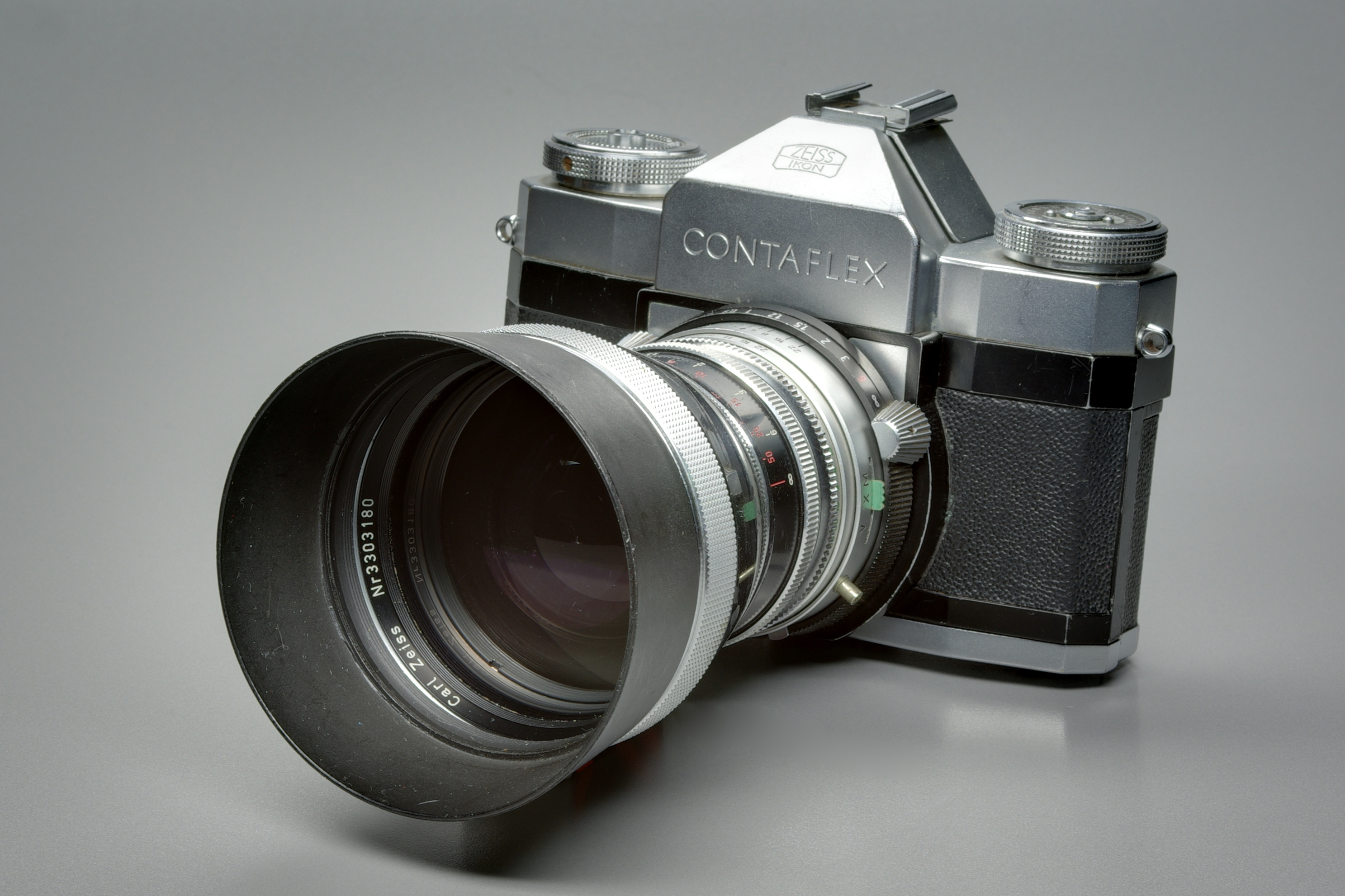
Zeiss Ikon Contaflex III med Pro-Tessar 1:4/115
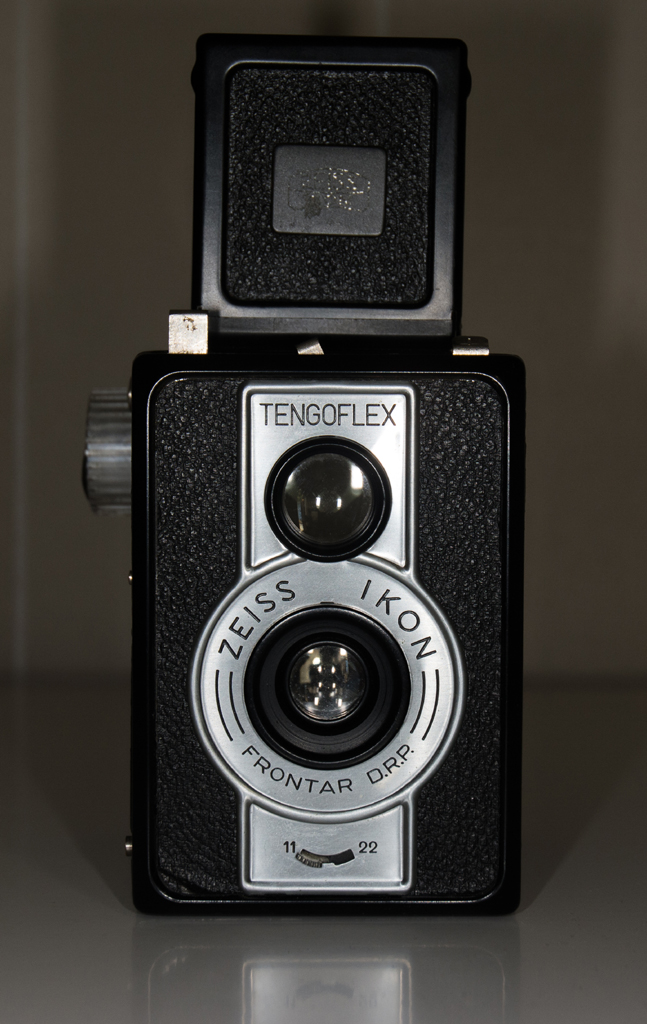
Zeiss Ikon Tengoflex 85/16